# Jennifer Tung
Ne doit pas être confondu avec Jennifer Tong.
Jennifer Tung, née le 3 mai 1973, est une actrice américaine.

## Filmographie
- 1995–1996 : Masked Rider (série)
- 1998 :  Armageddon
- 1998 : Star Trek : Insurrection
- 2000 : Apparences
- 2000 : L'Homme du président
- 2001 : Charmed : Kléa
- 2002 : Kung Pow: Enter the Fist
- 2002 : L'Homme du président 2 : mission spéciale : Action Force (film TV)
- 2005 : Charmed : Zira
- 2009 : Life Blood : officier Cook